# Discoporella umbellata
Discoporella umbellata is een mosdiertjessoort uit de familie van de Cupuladriidae. De wetenschappelijke naam van de soort is, als Lunulites umbellata, voor het eerst geldig gepubliceerd in 1823 door Defrance.